# Lijst van attracties in Familiepark Drievliet
Lijst met (voormalige) attracties in het Nederlandse attractiepark Familiepark Drievliet te Den Haag.

## Huidige attracties
| Naam                      | Openingsjaar            | Attractietype        | Afbeelding |
| ------------------------- | ----------------------- | -------------------- | ---------- |
| Cinemagic 5D              | 2009                    | 5D-bioscoop          |            |
| Chute                     | 2016                    | Vrijevaltoren        |            |
| Doolhof                   | 2018                    | Doolhof              |            |
| Draaimolen                | 1973                    | Draaimolen           |            |
| Draaikolk                 | 1998                    | Breakdance           |            |
| Dynamite Express          | 2005                    | Achtbaan             |            |
| El Loco                   | 2006                    | Rondrit              |            |
| Formule X                 | 2007                    | Achtbaan             |            |
| Glijbaan Brigade          | 2000                    | Hara Kiri Raft Slide |            |
| Goldcurse                 | Onbekend                | Troika               |            |
| Grand Prix                | Onbekend                | Botsauto's           |            |
| Jolly Jumper              | Onbekend                | Paardenbaan          |            |
| Jungle River              | 1997                    | Boomstamattractie    |            |
| Jungle Show               | Tweede helft jaren 1980 | Animatronicsshow     |            |
| Kakelkarousel             | Onbekend                | Draaimolen           |            |
| Kleutertuin               | Onbekend                | Speeltuin            |            |
| Kopermijn                 | 1996                    | Achtbaan             |            |
| Kwal                      | 1998                    | Enterprise           |            |
| Luchtballonrad            | Onbekend                | Reuzenrad            |            |
| Monorail                  | 1968                    | Monorail             |            |
| Nautilus                  | 2003                    | Frisbee              |            |
| Old MacDonalds Tractorrit | Onbekend                | Rondrit              |            |
| De Piraat                 | 1980                    | Schommelschip        |            |
| Spookmuseum               | Onbekend                | Spookhuis            |            |
| Spray Park                | 2019                    | Spraypark            |            |
| Theeleut                  | 2006                    | Theekopjesattractie  |            |
| Tijdmachine               | 2016                    | Magic bikes          |            |
| Twistrix                  | 2001                    | Achtbaan             |            |
| Vliegende Vissen          | 2011                    | Spin 'n Puke         |            |
| Zeebonkenhonk             | 2010                    | Speeltuin            |            |
| Zweefmolen                | Onbekend                | Zweefmolen           |            |

## Voormalige attracties
| Naam       | Opening - sluiting | Attractietype      | Opmerkingen |
| ---------- | ------------------ | ------------------ | --- |
| Astroliner | Onbekend - 1997    | Simulator          | Oorspronkelijke locatie naast de Cinemagic, waar nu het pad ligt wat het oude deel met het nieuwe deel van het park verbindt. In 1998 verplaatst naar de locatie waar nu Glijbaan Brigade staat. |
| Cinemagic  | Onbekend - 2008    | IMAX-bioscoop      | Cinemagic bevond zich in hetzelfde gebouw als waar de Cinemagic 5D zich nu bevindt. |
| Jet Star   | Onbekend - 1995    | Achtbaan           | Vervangen door de Kopermijn. |
| Moonraker  | Onbekend - 2010    | Spin 'n puke       | Oorspronkelijke locatie was tussen het Spookmuseum en de Autoscooter. In 1998 verplaatst naar de locatie waar de draaikolk nu staat. Vervangen door de Vliegende Vissen.                         |
| Old '99    | Onbekend - 2004    | Rondrit            | Gesloten om plaats te maken voor de Dynamite Express. Vervangen door de El Loco. |
| Waterorgel | Onbekend - 2004    | Waterorgel         | Verwijderd om plaats te maken voor de Dynamite Express. |
| Xtreme     | 2004 - 2006        | Achtbaan           | Stond op de locatie waar de Formule X nu staat. |
| Waterwars  | Onbekend - 2016    | Waterballonnenspel | |

Afbeeldingen · Lijst van attracties